# Damernas individuella mångkamp i rytmisk gymnastik vid olympiska sommarspelen 1988
Damernas individuella mångkamp i rytmisk gymnastik vid olympiska sommarspelen 1988 avgjordes i Seoul.

## Medaljörer
| Gren                  | Guld                         | Silver                     | Brons                               |
| Damernas individuella | Marina Lobattj Sovjetunionen | Adriana Dunavska Bulgarien | Oleksandra Tymosjenko Sovjetunionen |

## Final
| Placering | Gymnast                     | Rep    | Tunnband | Klubbor | Ribbon | Totalt | Preliminärtotal | Totalt |
| --------- | --------------------------- | ------ | -------- | ------- | ------ | ------ | --------------- | ------ |
|           | Marina Lobattj (URS)        | 10,000 | 10,000   | 10,000  | 10,000 | 40,000 | 20,000          | 60,000 |
|           | Adriana Dunavska (BUL)      | 10,000 | 10,000   | 10,000  | 10,000 | 40,000 | 19,950          | 59,950 |
|           | Oleksandra Tymosjenko (URS) | 10,000 | 10,000   | 10,000  | 10,000 | 40,000 | 19,875          | 59,875 |
| 4:e       | Bianka Panova (BUL)         | 10,000 | 10,000   | 10,000  | 10,000 | 40,000 | 19,725          | 59,725 |
| 5:e       | Maria Isabel Lloret (ESP)   | 9,850  | 9,850    | 9,850   | 9,850  | 39,400 | 19,500          | 58,900 |
| 6:e       | Andrea Sinko (HUN)          | 9,850  | 9,800    | 9,800   | 9,800  | 39,250 | 19,525          | 58,775 |
| 7:e       | Teresa Folga (POL)          | 9,800  | 9,800    | 9,700   | 9,900  | 39,200 | 19,425          | 58,625 |
| 8:e       | Diana Schmiemann (FRG)      | 9,800  | 9,800    | 9,800   | 9,800  | 39,200 | 19,400          | 58,600 |
| 9:e       | Milena Reljin (YUG)         | 9,800  | 9,700    | 9,800   | 9,700  | 39,000 | 19,500          | 58,500 |
| 10:e      | Mary Fuzesi (CAN)           | 9,800  | 9,700    | 9,800   | 9,800  | 39,100 | 19,350          | 58,450 |
| 11:e      | Pang Qiong (CHN)            | 9,750  | 9,700    | 9,750   | 9,800  | 39,000 | 19,000          | 58,300 |
| 12:e      | Micaela Imperatori (ITA)    | 9,700  | 9,800    | 9,800   | 9,600  | 38,900 | 19,350          | 58,250 |
| 12:e      | Denisa Sokolovska (TCH)     | 9,800  | 9,700    | 9,650   | 9,800  | 38,950 | 19,300          | 58,250 |
| 14:e      | Eliza Bialkowska (POL)      | 9,700  | 9,88     | 9,650   | 9,650  | 38,800 | 19,400          | 58,200 |
| 15:e      | Erika Akiyama (JPN)         | 9,700  | 9,600    | 9,88    | 9,700  | 38,800 | 19,250          | 58,050 |
| 16:e      | He Xiaomin (CHN)            | 9,700  | 9,655    | 9,700   | 9,700  | 38,750 | 19,250          | 58,000 |
| 17:e      | Nora Erfalvy (HUN)          | 9,750  | 9,550    | 9,700   | 9,700  | 38,700 | 19,225          | 57,925 |
| 18:e      | Giulia Staccioli (ITA)      | 9,800  | 9,000    | 9,800   | 9,800  | 38,400 | 19,500          | 57,900 |
| 19:e      | Marion Rothar (FRG)         | 9,700  | 9,600    | 9,700   | 9,600  | 38,600 | 19,250          | 57,850 |
| 20:e      | Maria Martin (ESP)          | 9,800  | 8,900    | 9,750   | 9,750  | 38,200 | 19,275          | 57,475 |